# فرودگاه کریسپ کانتی–کوردل
فرودگاه کریسپ کانتی-کوردل (به انگلیسی: Crisp County-Cordele Airport) یک فرودگاه همگانی بهره‌برداری هوایی با کد یاتا CKF است که یک باند فرود آسفالت دارد و طول باند آن ۱۵۲۴ متر است. این فرودگاه در کشور ایالات متحده آمریکا قرار دارد و در ارتفاع ۹۴ متری از سطح دریا واقع شده‌است.